# MW Возничего
MW Возничего (лат. MW Aurigae) — двойная затменная переменная звезда (E:) в созвездии Возничего на расстоянии (вычисленном из значения параллакса) приблизительно 5015 световых лет (около 1538 парсеков) от Солнца. Видимая звёздная величина звезды — от +13m до +12,4m.

## Характеристики
Первый компонент — жёлтая звезда спектрального класса G. Радиус — около 5,21 солнечных, светимость — около 28,749 солнечных. Эффективная температура — около 5857 К.